# Retroceso simple

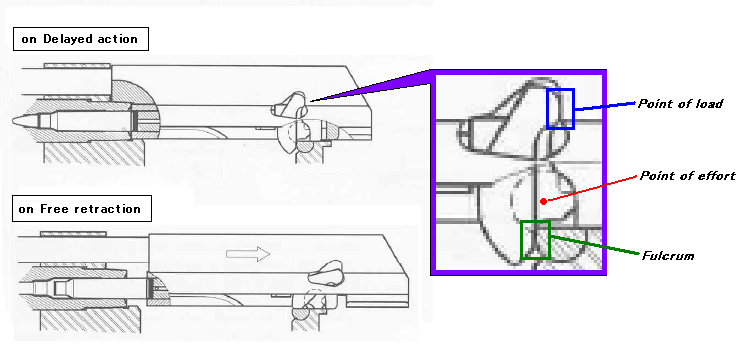
Sistema de retroceso del fusil de asalto FAMAS.

El retroceso simple («blowback» en inglés), en diferencia al retroceso, es un sistema de accionamiento para realizar la realimentación de armas de fuego automáticas o semiautomáticas. Utiliza indirectamente la energía creada por los gases de la deflagración de la pólvora dentro del cartucho en la recámara, para obtener una inercia suficiente que permita el accionamiento directo de los mecanismos de expulsión y recarga, mediante el movimiento de la corredera del arma, gracias al empuje creado en la cara posterior del cartucho por la explosión de la pólvora. 
Este movimiento generalmente rectilíneo, al retroceder, expulsa la vaina servida y al recuperar su posición de reposo merced a la fuerza de un muelle o resorte en espiral, acciona la carga del siguiente cartucho. El empleo de este sistema de automatización se ha limitado, por regla general y por razones prácticas, a las armas que utilizan cartuchería o munición de bajo poder o, mejor dicho, que desarrollen baja presión en la recámara, pues el cañón del arma no queda completamente acerrojado en el momento del disparo, sino simplemente apoyado en la corredera ósea cerrojo abierto, lo que permite su apertura por la mera acción del retroceso inercial causado por la deflagración, movimiento que vence la resistencia del resorte o muelle recuperador que mantiene la corredera cerrada. 
Al terminar el recorrido, el resorte recuperador hace retornar la corredera, que emplaza un nuevo cartucho en la recámara y vuelve a colocar la corredera en su posición semicerrada (cerrojo abierto) apoyada. La consecuencia de la simpleza descrita es un importante abaratamiento de los costos de fabricación y una atenuación del retroceso sobre el usuario, pues en las armas que utilizan cartuchos que desarrollan presiones muy elevadas, es preciso acerrojar el cañón en el momento del disparo (cerrojo cerrado rotatorio y operación por gas) o controlar o retardar la inercia de alguna manera para demorar el retroceso de la corredera, y así impedir su apertura prematura por la mayor fuerza de retroceso del cartucho. 
Antes de que el proyectil abandone el cañón y mientras subsiste una presión en sentido contrario a su trayectoria, mayoría de la pólvora, la corredera no debe abrirse. Esto es altamente arriesgado para la integridad física del tirador y un daño seguro para el arma. Por eso es preciso acerrojar el arma en el momento del disparo o demorar la apertura que producirá la inercia. 
Sin embargo, en teoría el sistema puede funcionar con cualquier tipo de cartucho de diversas presiones, pero para que sea seguro y el sistema funcione bien, el equilibrio entre la presión desarrollada por el disparo, el peso de la corredera y la tensión del resorte o muelle recuperador tiene que ser perfecto. Por otra parte, como beneficio adicional, se obtiene que el cañón del arma puede estar fijo -y de hecho suele ser así- o mantenerse en una posición permanente antes, durante y después del disparo, mejorando sensiblemente la precisión del arma. 
Las mayoría de las armas accionadas por retroceso corto y con cerrojo que corresponden a calibres de mayor presión generalmente tienen cañón basculante, movimiento que permite liberar la corredera del cerrojo. Así es, por ejemplo, el conocido sistema Browning que ha hecho famoso la pistola Colt M1911. Además de utilizarse en armas cortas, el sistema de retroceso simple ha sido empleado en un gran número de armas automáticas portátiles, denominadas pistola-ametralladora o subfusil, gracias a su simpleza, robustez, bajo costo de fabricación y precisión. Estas armas automáticas de calibres de pistola operan normalmente con el block abierto.
Un ejemplo notable de una pistola que sirve un cartucho de alto poder y alta presión y aun así, está construida con este simple sistema de automatización, es la española Pistola Campo Giro, modelo 1913, un alarde de precisión técnica y buen arte de fabricación. No obstante, a partir del Modelo 1916, el diseñador le agregó un muelle bajo el cañón para retardar la apertura de la corredera y evitar la fatiga de los materiales. 
La sucesora de la Pistola Campo Giro, la conocidísima Astra 400, posee un mecanismo similar pero más simple y robusto, siendo destacables la solidez y peso de la corredera así como la dureza del muelle recuperador, siendo por estas características un excelente ejemplo de un arma de alto poder, el calibre "9 Largo", desarrollada bajo el sistema de Blowback. El nombre de Blowback o el más apropiado de "retroceso simple" se aplica principalmente al tipo de mecanismos descritos en primer término, es decir aquellos en los cuales la corredera es accionada exclusivamente por la inercia producida por la alta presión del disparo. No se aplica directamente al tipo de acciones que disponen de mecanismos de retardo, cualesquiera que estos pudieran ser, y menos aún a aquellas acciones en las cuales la recámara permanece acerrojada durante el disparo para impedir la dispersión de los gases, por cualquier otro medio que no sea la simple presión del resorte o muelle.

Representación gráfica del retroceso simple

## Retroceso simple
La operación de retroceso simple es en la que el retroceso del cartucho mueve el cerrojo hacia atrás para cargar la siguiente bala. Esta operación se encuentra en pistolas automáticas y metralletas y armas de fuego con cámaras en los cartuchos de menor presión. Los fusiles que tienen presiones más altas generalmente se consideran no aptos para la operación de retroceso simple. En el retroceso simple no se retrasa la vuelta de soplo, donde la cámara está bloqueada hasta que la caída de presión a un nivel seguro es apta para volver a cargar.

## Retraso del retroceso
El retraso del retroceso es similar a la vuelta de soplo sencilla, pero es capaz de manejar las presiones de los disparos de fusil. Se utiliza una operación que retrasa la apertura del perno al disparar.

### Retardo por palanca o leva
La palanca de retraso de retroceso (lever delayed en inglés) es un método en que el perno tiene una palanca que retarda su apertura pero acelera el portador del perno; el perno entonces también acelera con el portador del cerrojo. La ametralladora AA52 y el FAMAS utilizan esta operación.

### Retardo por rodillos
Rodillo de retroceso retraso (Roller delayed en inglés) es otro método en que el perno tiene dos rodillos que sobresalen a ambos lados para bloquear la cámara. El fusil de asalto Sturmgewehr 45, Heckler & Koch MP5 y la metralleta Calico utilizan esta operación. También la ametralladora MG42 y el fusil CETME

### Retroceso accionado imprimación
Retroceso accionado Primer (Primer actuated en inglés) es un mecanismo en que se dispara el cartucho y el cebador mueve el percutor hacia atrás para desbloquear el cerrojo. Los Garand Modelo 1919 y Postnikov APT utilizan esta operación.